# Église Saint-Marc de Stojnik
Pour les articles homonymes, voir Église Saint-Marc.
L'église Saint-Marc de Stojnik (en serbe cyrillique : Црква Светог Марка у Стојнику ; en serbe latin : Crkva Svetog Marka u Stojniku) est une église orthodoxe serbe située à Stojnik sur le territoire de la ville de Belgrade et dans la municipalité de Sopot en Serbie. Elle est inscrite sur la liste des monuments culturels protégés de la république de Serbie (identifiant no SK 2050) et sur la liste des biens culturels de la ville de Belgrade.